# Rojo amanecer
Rojo amanecer er en mexicansk film af Jorge Fons. Filmen blev udgivet i 1989 og den handler om Tlatelolcomassakren den 2. oktober 1968 ved Plaza de las Tres Culturas ved Tlatelolco i Mexico by.